# Vision Zero
Vision Zero — международная программа по повышению безопасности дорожного движения и снижению смертности в дорожно-транспортных происшествиях. Концепция строится на принципе «нулевой терпимости» к смертности на автодорогах и предусматривает их проектирование с точки зрения безопасности движения.
Впервые на государственном уровне «Vision Zero» принял парламент Швеции в октябре 1997 года, вскоре она получила распространение в Нидерландах, Великобритании, США и Канаде. Со второй половины 2010-х годов в России также высказывают предложения по внедрению программы.

## Принципы
В основе программы «Vision Zero» лежат два этических принципа: нетерпимость к гибели или тяжёлому травмированию людей и недопустимость отношения к подобным авариям как к неизбежному злу автомобилизации. Благодаря этому программа также получила название «принцип нулевой терпимости». Помимо этого, концепция возлагает ответственность за дорожную безопасность в первую очередь на проектировщиков и строителей. Они обязаны учитывать человеческий фактор на этапе строительства, минимизировав вероятность ДТП. Предположительно, «человек несовершенен», он может ошибаться за рулём, а, будучи пешеходом, склонен выбирать способ перемещения, безопасный лишь на его субъективный взгляд. Кроме того, проектировщики должны заботиться в первую очередь о безопасности и удобстве улиц для всех участников дорожного движения, а не о скорости и удобстве передвижения.
Концепция «Vision Zero» в сфере строительства автодорог учитывает четыре принципа:

- Контроль и разделение. Система движения должна разделять автомобилистов, велосипедистов и пешеходов или ограничивать скорость их движения, чтобы исключить возможность столкновения разных участников дорожного движения. Например, на улицах без тротуаров, где все движутся в общем потоке, устанавливается ограничение скорости 10 км/ч и создаются искусственные неровности для его соблюдения. На улицах, где пешеходы могут переходить улицу в любом месте, а велосипеды и автомобили движутся параллельно, ограничение составляет 30 км/ч. Его достигают при помощи лежачих полицейских и изгибов дороги. На улицах с нерегулируемыми пешеходными переходами — 40 км/ч, так как по статистике при бо́льшей скорости водители реже притормаживают. Ограничение создаётся благодаря островкам безопасности и сужениям проезжей части. На улицах с перекрёстками, где угол пересечения дорог — 90⁰, максимальная скорость движения составляет 50 км/ч, на дорогах без разделения встречных потоков барьерными ограждениями — 65 км/ч. Наличие велосипедных полос возможно только на дорогах с одной автомобильной полосой, на многополосных дорогах необходимы обособленные велодорожки[1][2][8][9].
- Функциональная гармония обязывает избегать сочетания несовместимых функций дороги на одном участке. К примеру, подъездная дорога к магазинам или жилым домам не предусмотрена для непрерывного скоростного потока автомобилей[1][2][8][9]. Принцип разделяет городские улицы на четыре категории в зависимости от функций:

| Тип                                                               | Ограничения |
| ----------------------------------------------------------------- | --- |
| Улица местного значения                                           | 30 км/ч, отсутствует разделение на полосы движения.                                                                                                 |
| Основная улица района                                             | 40 км/ч, по одной полосе движения в каждую сторону, а также велосипедные полосы и множество пешеходных переходов.                                   |
| Дорога городского значения (связывающая районы)                   | 50 км/ч, типично более одной автомобильной полосы, обособленные велодорожки, отсутствие большой концентрации магазинов по ходу движения транспорта. |
| Автомагистраль регионального значения (связывающая разные города) | Скоростной лимит более 50 км/ч и практически полное отсутствие пешеходов по ходу движения автомобилей.                                              |

- Предсказуемость и простота — унификация элементов автодорожной инфраструктуры с целью создания у всех участников движения устойчивых ассоциаций. К примеру, велодорожки и велосипедные полосы всегда имеют красный цвет, а пешеходные переходы оборудованы островками безопасности[1][2][8][9].
- Стремление к ограничениям. Физические барьеры делают нарушения в большинстве случаев невозможными и служат естественными контролёрами движения. К примеру, автомобилисты не могут парковаться на физически обособленных велодорожках[1][2][8][9].

Характерной особенностью программы «Vision Zero» считают принцип переменной рядности, выраженный в формуле «2+1». На трёхполосных дорогах вне населённых пунктов две полосы автомобильного движения направляют в одну сторону, а оставшуюся — в противоположную. При этом потоки разделяют тросовыми барьерами и чередуют на разных участках дороги. Такая система искусственно замедляет движение автомобилистов. Для «Vision Zero» предпочтительно круговое автомобильное движение на перекрёстках, так как аварии на перекрёстках со светофорным регулированием чаще приводят к тяжёлым последствиям, хоть и случаются реже. На видных местах дороги зачастую размещают камеры видеонаблюдения и фотофиксации, что стимулирует водителей соблюдать скоростной режим.
Чтобы достичь нулевой смертности в ДТП, «Vision Zero» предусматривает обязательное тщательное расследование каждой аварии с привлечением специалистов из сферы автомобилестроения. Они совершенствуют системы безопасности транспортных средств, производимых в стране. Производители увеличивают прочность корпуса в необходимых местах или внедряют автоматизированные ограничительные системы (например, алкозамки и системы оповещения о непристёгнутых ремнях безопасности). Директор центра безопасности «Volvo Cars» Сесилия Ларссон называет целью компании «разработать автомобиль, который вообще не будет попадать в аварии».

## Распространение в мире

### Швеция
На государственном уровне программу «Vision Zero» впервые приняли в октябре 1997 года в стране разработки — Швеции. Один из её разработчиков и эксперт по дорожной безопасности Дорожного управления страны Матс-Оке Белин сообщал, что первоначально идея получила критические отзывы от ряда экономистов и специалистов по безопасности дорожного движения. Они считали «нулевую смертность» утопической идеей, под которую невозможно создать экономическую модель, а затраты на реконструкцию дорожной инфраструктуры — неоправданно высокими. Тем не менее за время реализации программы смертность от ДТП в Швеции достигла одного из наименьших значений в мире, снизившись с 7 случаев на 100 тысяч человек в 1997 году до 2,5—3 ко второй половине 2010-х годов. Хотя одновременно правительство ужесточило систему подсчёта аварий. Власти стали учитывать не только данные дорожной полиции о ДТП, но и обращения граждан в медицинские учреждения после аварий с участием одного автомобиля.
Количество смертей в ДТП в Швеции в 1997—2020 годах

### Нидерланды
Принятая в Нидерландах концепция отличается от шведской более высокой степенью ответственности водителей за совершенное ДТП. Ответственность за аварию несут не только строители дорог, но и участники дорожного движения. Принятая система строится на принципах «самообъясняющих дорог», правила движения на которых должны быть очевидными для всех его участников, и «прощения», предусматривающего планировку, максимально смягчающую последствия возможного ДТП. Кроме того, отличаются отдельные правила проектирования дорог в зависимости от скоростного режима. К примеру, велодорожка должна быть обособлена от проезжей части, если по ней разрешено движение автомобилей со скоростью 30 км/ч.

### Великобритания
В Великобритании программа «Vision Zero» не принята на государственном уровне, но действует в ряде городов. Первым из них стал Блэкпул (2007 год), позднее систему поддержали в Эдинбурге (2010 год), Бристоле (2015 год) и унитарной единице Брайтон-энд-Хов (2014 год). В Лондоне реализация программы является одним из направлений деятельности городского оператора общественного транспорта «Transport for London», который стремится полностью избавиться от смертельных аварий к 2041 году.
В январе 2016 года группа специалистов по градостроительству и дорожной безопасности инициировала в Великобритании кампанию «Vision Zero UK». Её целью являются внедрение «Vision Zero» на государственном уровне и реконструкция системы автодорог. Первым мероприятием активистов стала конференция «Vision Zero conference» в Лондоне.

### США
В США, как и в Великобритании, программа «Vision Zero» действует только в отдельных городах. В январе 2014 года систему начали реализовывать в Нью-Йорке, к сентябрю того же года — в Лос-Анджелесе, где планируется достичь нулевой смертности на дорогах к 2025 году. В Сан-Матео в Калифорнии в 2015 году был принят план реконструкции городских улиц с использованием «Vision Zero». Тогда же систему внедрили в Сиэтле, правительство которого намерено избавиться от смертей в ДТП к 2030 году. В конце 2015 года программу реализовали в Бостоне, в 2016 году — в Денвере, в 2018 году — в Темпе и Боулдере. В 2019 году «Vision Zero» внедрили на всей территории штата Мэриленд. Популяризацией концепции в США занимается организация «Vision Zero network».

### Канада
С середины 2010-х годов программа «Vision Zero» также действует в отдельных городах Канады. В сентябре 2015 года программу приняли в Эдмонтоне, в апреле 2016 года — Ванкувере, в июне 2016 — Торонто, через месяц — Оттаве. В декабре 2015 года канадская благотворительная организация «Parachute» и шведский эксперт Матс-Оке Белин адаптировали концепцию «Vision Zero» для всей территории Канады. Для продвижения концепции была создана отдельная организация «Parachute Vision Zero». Её специалисты в ноябре 2016 и октябре 2017 годов провели две конференции на тему развития дорожно-транспортной системы страны. Параллельно с 2015 года популяризацией системы занимается организация «Vision Zero Canada».

### Инициативы о принятии в России
В России кампанию по внедрению «Vision Zero» начал фонд «Городские проекты Ильи Варламова и Максима Каца» в 2018 году. Предположительно, первым городом станет Москва, инициативу которой подхватят другие города. В том же году на федеральном уровне в России была принята стратегия безопасности дорожного движения, предполагающая значительное сокращение смертности на российских дорогах в ближайшее десятилетие. По словам главы Госавтоинспекции МВД России Михаила Черникова, составители ориентировались на шведскую программу «Vision Zero». Однако в 2019 году фонд «Городские проекты» констатировал необходимость снижения скорости на дорогах любыми средствами. Его доклад был направлен в московский департамент транспорта, депутатам Московской и Государственной дум. В феврале 2020 года заместитель руководителя Центра организации дорожного движения Москвы Артур Шахбазян заявил о планах внедрить концепцию нулевой смертности в российской столице.